# Степани (Копер)
Степани (словен. Stepani) — поселення в общині Копер, Регіон Обално-крашка, Словенія. Висота над рівнем моря: 169,8 м.